# Lycocerus curvatus
Lycocerus curvatus (лат.) — вид жуков рода Lycocerus из семейства мягкотелок. Китай (Сычуань).

## Описание
Жуки-мягкотелки, для которых характерны следующие признаки: пронотум желтый, темно-коричневый посередине; вентральный отросток каждого парамера эдеагуса тонкий и почти закругленный апикально при виде сбоку; надкрылья с черными медианными продольными полосами, двуцветные, смешанные черные со светло-желтыми; широкие антенномеры, густо опушенные переднеспинка и надкрылья. Вид был впервые описан в 1995 году швейцарским энтомологом Вальтером Виттмером (1915—1998) под названием Athemus curvatus. Включён в состав видовой группы Lycocerus pallidulus.